# 리바비린
리바비린(ribavirin)은 항바이러스제이다. 주로 C형 간염 치료에 쓰인다.

## 역사
1971년 특허가 등록되었으며, 1986년에 판매 허가되었다. 안전하고 효과가 좋아서 WHO 필수 의약품 목록에 포함되어 있다. 복제약이 많이 판매중이며, 미국에서는 리바비린 치료시 200달러 이상이 든다.

## 신종 코로나
2002년 사스 당시, 감염환자에게 48시간 이내 항바이러스제인 리바비린(만성 C형 간염치료제)을 투여했을 때 치료 효과가 있었다.
2015년 대한민국 중동호흡기증후군 유행에서, 지금은 잘 안 쓰이지만 오랫동안 C형간염 치료에 사용한 인터페론, 항바이러스제 리바비린 병용요법이 메르스 치료에 대한 구원투수 역할을 했었다.
2015년 메르스 감염 치료지침에는 리바비린, 인터페론, 에이즈 치료제 칼레트라의 병합요법이 명시돼 있다.
서울 한 대학병원 감염내과 교수는 메르스 때 2차 감염된 환자에게 리바비린, 인터페론, 오셀타미비르 등을 한꺼번에 투약해 효과를 본 적이 있어서 아마 신종 코로나바이러스 감염 치료 과정도 비슷할 것이라고 보았다.
한국에서 2020년 신종 코로나 환자들에게 에이즈치료제 칼레트라, C형 간염치료제 리바비린, 항바이러스제 인터페론을 처방하고 있다.

## 같이 보기
- 코로나19 범유행